# Phradis brevicornis
Phradis brevicornis är en stekelart som beskrevs av Horstmann 1971. Phradis brevicornis ingår i släktet Phradis och familjen brokparasitsteklar. Arten är reproducerande i Sverige. Inga underarter finns listade i Catalogue of Life.